# Я не террорист
«Я — не террорист» (англ. I’m not a terrorist) (узб. Men terrorchi emasman) — военная драма режиссёра и сценариста Мухаммад Али Искандаров. Генеральным продюсером выступил Фирдавс Абдухаликов. Фильм стал совместным производством Агентства кинематографии Узбекистана и кинокомпании «Iskandariy visual» при поддержке Службы государственной безопасности Республики Узбекистан. Съёмки начались в мае 2018 года и проходили в Узбекистане и Турции.
Из-за пандемии COVID-19 дата премьеры трижды откладывалась. Стал первым фильмом в Узбекистане, вышедшим в кинотеатрах после ограничений в связи с пандемией.

## Сюжет
Главными героями фильма выступают Алихан и Садри — профессиональные спортсмены, участвующие в состязаниях MMA, а в свободное от тренировок время, занимающиеся коллекторством. Когда раскрывается их преступная деятельность, они в спешке покидают страну и спасаются бегством в Турцию, преследуемые правоохранительными органами. В процессе они нелегально пересекают Сирийско-турецкую границу и оказываются в Сирии, где их встречают соотечественники и граждане из стран СНГ, состоящие в террористической группировке ИГИЛ.
Поначалу симпатизируя экстремистской идеологии, главные герои вскоре испытывают в ней разочарование и предпринимают попытку вернуться к нормальной жизни, но неудачно. В очередной кровопролитной битве они гибнут, так и не сумев выбраться из террористической ячейки.

## Идея фильма
В нем рассказывается о печальной судьбе тех, кто присоединился к террористическим группировкам ИГИЛ. По мнению режиссера Мухаммада Али Искандарова: «Главной целью нашего проекта является донесение до зрителей, особенно до молодежи, чудовищной сути терроризма, его преступных деяний против человечности, показать алчное и предательское лицо терроризма, беспочвенность идей терроризма и необратимость наказания за подобные действия».

## В ролях
| Актёр                      | Роль              |
| -------------------------- | ----------------- |
| Нурмухаммадхон Хусниддинов | Касимов Алихан    |
| Саддридин Амриддинов       | Собиров Саддридин |
| Сулим Селиханов            | Рамзан            |
| Бекзод Тоджиев             | Аббос             |
| Давид Байрамян             | Иса               |
| Отабек Махкамов            | Хушёхмедов Малик  |
| Сан Жай                    | Махмуд            |
| Ахмает Серкан Эр           | Усмонбей          |
| Шохрух Рахимов             | Ахмат             |

## Съёмочная группа
- Генеральный продюсер — Агентство кинематографии Узбекистана, в лице генерального директора Фирдавса Абдухаликова
- Исполнительный продюсер — Нодир Муминов
- Режиссёр-постановщик — Мухаммад Али Искандаров
- Авторы сценария — Мухаммад Али Искандаров
- Оператор-постановщик — Хусан Атабаев
- Художник-постановщик — Бахриддин Шамсуддинов
- Композитор — Жасур Бадалбаев
- Художники по костюмам — Зухра Ганиева
- Руководитель проекта — Фирдавс Абдухаликов
- Режиссёры монтажа — Фархад Тохиров
- Художник — Бахриддин Шамсутдинов

## Постпродакшн
Музыку к фильму «Я — не террорист» написал Жасур Бадалбаев. Звукорежиссер Константин Филанов. Звуковой дизайн Дмитрий Тимонин.
Комплекс звукового пост-продакшн компании СинеЛаб Dolby Digital 5.1. Генеральным продюсером выступил Абдухаликов, Фирдавс Фридунович.

## Цитаты
В НА «Узбеккино состоялась встреча с режиссером, актером и сценаристом Джаником Файзиевым. В начале встречи был показан фильм «Я не террорист». Затем Джаник Файзиев рассказал об успехах и недостатках фильма.
«На самом деле съемки должны были проходить  в других странах. Однако из-за пандемии мы построили  у себя в стране специальный павильон для съемки фильма и постарались отразить в нем жизнь боевиков» — рассказал режиссер фильма Мухаммад Али Искандаров.
«Молодой режиссер Мухаммад Али Искандаров снял потрясающий фильм о событиях, происходящих в Сирии. Это подлинная драма, которая обойдет все кинофестивали» — отметил кинорежиссёр Рашид Маликов
«В свою очередь я в рамках недели национального киноискусства в Ташкенте просмотрел почти два десятка коротких метров молодых режиссеров Узбекистана. И, как человек, давно занимающийся кинообразованием, отметил у большинства работ общие проблемы: при всем старании и энтузиазме авторов очень заметны отсутствие драматургической подготовки и насмотренности, знания мирового киноконтекста. Это те вещи, без которых невозможно создавать современное конкурентоспособное кино. Из полнометражного кино хочу отметить фильм «Я не террорист», вполне уверенно презентующий современное кино Узбекистана» — отметил член Гильдии продюсеров России Феликс Кривошеев.